# Sergio Zijler
Sergio Zijler (Rotterdam, 8 juli 1987) is een Nederlands voormalig voetballer die als aanvaller speelt.

## Carrière
Zijler genoot een deel van zijn opleiding bij AFC Ajax. Zijler maakte zijn debuut bij FC Twente op 21 oktober 2006 tegen SBV Excelsior als invaller voor Otman Bakkal. Op 12 november 2006 luisterde hij zijn debuut in de basiself van de hoofdmacht op met twee doelpunten in de 7-1-overwinning op FC Groningen. In het seizoen 2007/2008 komt hij maar in één eredivisieduel in actie. Daarom besloot hij, 2 januari 2008 in te gaan op een aanbieding van het Tilburgse Willem II. Volgens FC Twente-trainer Fred Rutten was deze oplossing het beste voor zijn ontwikkeling. Hij tekende een contract voor 2,5 jaar bij de Tricolores. In zijn eerste half jaar bij de Tilburgers komt Zijler slechts tot enkele invalbeurten. Daarna is hij twee seizoenen lang basisspeler. Aan het eind van het seizoen 2009/2010 liep het contract af.
Proefstages bij FC Metz, Polonia Warschau en FC Zwolle liepen op niets uit. In januari 2011 tekende hij een contract voor 1,5 jaar bij HNK Rijeka. Vanaf juni 2011 tot januari 2012 was hij speler van Orduspor (Turkije). Na ongeveer een jaar zonder een club te hebben gezeten, tekent Zijler bij de Kroatische tweeklasser NK Zelina. In september 2014 sloot hij na een stage op amateurbasis aan bij Achilles '29.
In januari 2015 tekende hij na een stage een contract tot het einde van het seizoen bij het Roemeense FC Universitatea Cluj. In maart 2015 kwam Zijler in opspraak nadat er een foto van hem verscheen terwijl hij in een wedkantoor was. De club zette hem op non-actief en sprak over illegaal gokken. Zijler zelf ontkende en gaf aan dat hij enkel de daar gevestigde avondwinkel bezocht en naar het scherm met live-voetbal en de lijsten van het wedkantoor gekeken had en dat hij z'n salaris niet betaald gekregen had. In juli 2015 bepaalde de beroepscommissie van de Roemeense voetbalbond dat U. Cluj de contractuele verplichtingen aan Zijler moest nakomen.
In september 2015 vervolgde Zijler zijn loopbaan bij FC Lienden dat uitkomt in de Topklasse Zondag. In december van dat jaar gingen club en speler uit elkaar.

## Interlands
In 2003 speelde Zijler voor het Nederlands voetbalelftal onder 17. In 2009 speelde hij voor een combinatieteam Suriname/Suriprofs op de PARBO Bier Cup.

## Statistieken
| Seizoen                         | Club               | Land      | Competitie       | Wed. | Goals |
| ------------------------------- | ------------------ | --------- | ---------------- | ---- | ----- |
| 2006/07                         | FC Twente          | Nederland | Eredivisie       | 12   | 2     |
| 2007/08                         | FC Twente          | Nederland | Eredivisie       | 1    | 0     |
| 2007/08                         | Willem II          | Nederland | Eredivisie       | 5    | 0     |
| 2008/09                         | Willem II          | Nederland | Eredivisie       | 29   | 2     |
| 2009/10                         | Willem II          | Nederland | Eredivisie       | 31   | 4     |
| 2010/11                         | HNK Rijeka         | Kroatië   | 1. HNL           | 4    | 0     |
| 2011/12                         | Orduspor           | Turkije   | Süper Lig        | 0    | 0     |
| 2013/14                         | NK Zelina          | Kroatië   | 2. HNL           | 14   | 0     |
| 2014/15                         | Achilles '29       | Nederland | Eerste divisie   | 10   | 0     |
| 2014/15                         | Universitatea Cluj | Roemenië  | Liga 1           | 2    | 0     |
| 2015/16                         | FC Lienden         | Nederland | Topklasse Zondag | 3    | 0     |
| Totaal                          | Totaal             | Totaal    | Totaal           | 111  | 8     |
| Bijgewerkt tot 27 december 2015 |                    |           |                  |      |       |